# Ventrículo cerebral

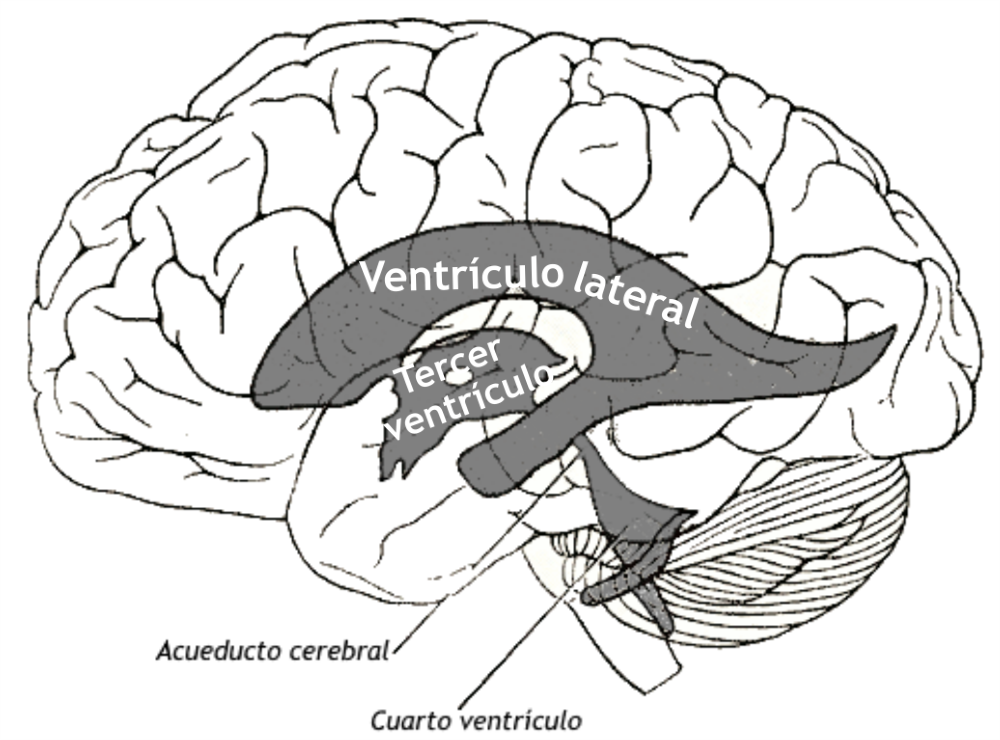
Esquema anatómico mostrando el sistema ventricular y su localización en el cerebro (Gray).

Representación 3D rotante del sistema ventricular humano. De arriba hacia abajo:
Azul - Ventrículos laterales
Turquesa - Agujeros de Monro
Amarillo - Tercer ventrículo
Rojo - Acueducto de Silvio
Lila - Cuarto ventrículo
Verde - se continúa con el canal ependimario
Los agujeros que llevan al espacio subaracnoideo no son visibles.

Clickear sobre la imagen para su rotación.

En el cerebro existen cuatro cavidades anatómicas denominadas ventrículos cerebrales, se encuentran interconectados entre sí, y constituyen el sistema ventricular por el que circula el líquido cefalorraquídeo.
Los ventrículos laterales están situados a lo largo de ambos hemisferios cerebrales y constan de un asta anterior que se dirige a lóbulo frontal, un asta posterior que se dirige a lóbulo occipital y un asta inferior que se dirige hacia abajo y hacia delante en el lóbulo temporal. Los ventrículos laterales están conectados al tercer ventrículo a través del orificio interventricular de Monro (entre la columna del fórnix y el extremo rostral y medial del tálamo). El tercer ventrículo es una delgada cavidad aplanada situada entre los tálamos y atravesada por la comisura intertalámica. Está conectado con el cuarto ventrículo a través del acueducto cerebral o Silviano. Finalmente, el cuarto ventrículo está situado entre el tronco cerebral y el cerebelo. Del cuarto ventrículo sale el líquido cefalorraquídeo (LCR) al espacio subaracnoideo a través de los agujeros de Luschka y el agujero de Magendie. Los ventrículos se continúan en la médula espinal a través del canal ependimario, una estrecha cavidad que nace al final del cuarto ventrículo y recorre internamente la médula espinal hasta el cono medular donde termina, es decir en el borde inferior de L1.
El LCR se crea en los plexos coroideos de los ventrículos laterales, tercero y cuarto, viajando desde el ventrículo lateral al tercero y al cuarto para continuar por el canal ependimario o descargar al espacio subaracnoideo a través de los orificios de Luschka y Magendie. Recorre todo el espacio subaracnoideo para finalmente ser absorbido en las granulaciones aracnoideas, localizadas en los senos venosos, principalmente en el seno sagital superior